# USAC-Saison 1965
Die USAC-Saison 1965 war die 44. Meisterschaftssaison im US-amerikanischen Formelsport. Sie begann am 28. März in Phoenix und endete am 21. November ebenfalls in Phoenix. Mario Andretti sicherte sich den Titel.

## Rennergebnisse
| Nr. | Datum         | Veranstaltung (Rennstrecke)                                          | Meilen | Sieger            | Siegerteam           |
| --- | ------------- | -------------------------------------------------------------------- | ------ | ----------------- | -------------------- |
| 1   | 28. März      | Jimmy Bryan Memorial (Phoenix International Raceway) (O)             | 150    | Don Branson       | Watson-Offenhauser   |
| 2   | 25. April     | Trenton 100 (Trenton International Speedway) (O)                     | 87     | Jim McElreath     | Brabham-Offenhauser  |
| 3   | 31. Mai       | International 500 Mile Sweepstakes (Indianapolis Motor Speedway) (O) | 500    | Jim Clark         | Lotus-Ford           |
| 4   | 06. Juni      | Rex Mays Classic (The Milwaukee Mile) (O)                            | 100    | Parnelli Jones    | Lotus-Ford           |
| 5   | 20. Juni      | Langhorne 100 (Langhorne Speedway) (O)                               | 100    | Jim McElreath     | Brabham-Offenhauser  |
| 6   | 04. Juli      | Pikes Peak Auto Hill Climb (BR)                                      | 12,42  | Al Unser          | Ford                 |
| 7   | 18. Juli      | Trenton 150 (Trenton International Speedway) (O)                     | 150    | A.J. Foyt         | Lotus-Ford           |
| 8   | 25. Juli      | Hoosier Grand Prix (Indianapolis Raceway Park) (P)                   | 150    | Mario Andretti    | Brawner Hawk-Ford    |
| 9   | 01. August    | Atlanta Championship 250 (Atlanta Motor Speedway) (O)                | 250,5  | Johnny Rutherford | Watson-Ford          |
| 10  | 08. August    | Langhorne 125 (Langhorne Speedway) (O)                               | 125    | Jim McElreath     | Brabham-Offenhauser  |
| 11  | 14. August    | Milwaukee 150 (The Milwaukee Mile) (O)                               | 150    | Joe Leonard       | Halibrand-Ford       |
| 12  | 21. August    | Tony Bettenhausen Memorial (Illinois State Fairgrounds) (UO)         | 100    | A.J. Foyt         | Mesowski-Offenhauser |
| 13  | 22. August    | Tony Bettenhausen 200 (The Milwaukee Mile) (O)                       | 200    | Gordon Johncock   | Gerhardt-Offenhauser |
| 14  | 06. September | Ted Horn Memorial (DuQuoin State Fairgrounds) (UO)                   | 100    | Don Branson       | Watson-Offenhauser   |
| 15  | 18. September | Hoosier Hundred (Indiana State Fairgrounds) (UO)                     | 100    | A.J. Foyt         | Mesowski-Offenhauser |
| 16  | 22. August    | Trenton 200 (Trenton International Speedway) (O)                     | 200    | A.J. Foyt         | Lotus-Ford           |
| 17  | 24. Oktober   | Golden State 100 (California State Fairgrounds) (UO)                 | 100    | Don Branson       | Watson-Offenhauser   |
| 18  | 21. November  | Bobby Ball Memorial (Phoenix International Raceway) (O)              | 200    | A.J. Foyt         | Lotus-Ford           |

- Erklärung: O: Oval, UO: unbefestigtes Oval, BR: Bergrennen, P: permanente Rennstrecke

## Fahrer-Meisterschaft (Top 10)
| 1. | Mario Andretti  | 3110 |
| 2. | A.J. Foyt       | 2500 |
| 3. | Jim McElreath   | 2035 |
| 4. | Don Branson     | 1875 |
| 5. | Gordon Johncock | 1540 |

| 6.  | Joe Leonard     | 1415 |
| 7.  | Bobby Unser     | 1402 |
| 8.  | Roger McCluskey | 1060 |
| 9.  | Jud Larson      | 1028 |
| 10. | Parnelli Jones  | 1000 |